# Malina Vongsavady
Malina Vongsavady, född 17 maj 1997 i La Tronche, är en fransk fäktare som tävlar i sabel.

## Karriär
I juni 2022 vid EM i Antalya tog Vongsavady guld tillsammans med Sara Balzer, Sarah Noutcha och Caroline Queroli i lagtävlingen i sabel.